# Montreuil-le-Henri
Montreuil-le-Henri is een gemeente in het Franse departement Sarthe (regio Pays de la Loire) en telt 251 inwoners (2004). De plaats maakt deel uit van het arrondissement La Flèche.

## Geografie
De oppervlakte van Montreuil-le-Henri bedraagt 14,4 km², de bevolkingsdichtheid is 17,4 inwoners per km².
De onderstaande kaart toont de ligging van Montreuil-le-Henri met de belangrijkste infrastructuur en aangrenzende gemeenten.

## Demografie
Onderstaande figuur toont het verloop van het inwonertal (bron: INSEE-tellingen).